# Apicia incopularia
Apicia incopularia är en fjärilsart som beskrevs av Achille Guenée 1858. Apicia incopularia ingår i släktet Apicia och familjen mätare. Inga underarter finns listade i Catalogue of Life.